# Malko Tarnovo (obchtina)
La commune de Malko Tarnovo (en bulgare Община Малко Търново - Obchtina Malko Tarnovo) est située dans le sud-est de la Bulgarie.

## Géographie
La commune de Malko Tarnovo est située dans le sud-est de la Bulgarie, le long de la frontière avec la Turquie et à 395 km à l'est-sud-est de la capitale Sofia. 
Son chef lieu est la ville de Malko Tarnovo et elle fait partie de la région administrative de Bourgas.
| 1975 | 1985 | 1992 | 2001 | 2005  | 2010  |
| ---- | ---- | ---- | ---- | ----- | ----- |
| -    | -    | -    | -    | 4 205 | 3 718 |

,,

## Administration

### Structure administrative
La commune compte 1 ville et 12 villages :
| - ville de Malko Tarnovo - village de Bliznak - village de Brachlyan - village de Byala voda - village de Evrénozovo | - village de Gramatikovo - village de Kalovo - village de Mladéjko - village de Slivarovo - village de Stoilovo | - village de Vizitsa - village de Zabérnovo - village de Zvézdéts |

## Galerie

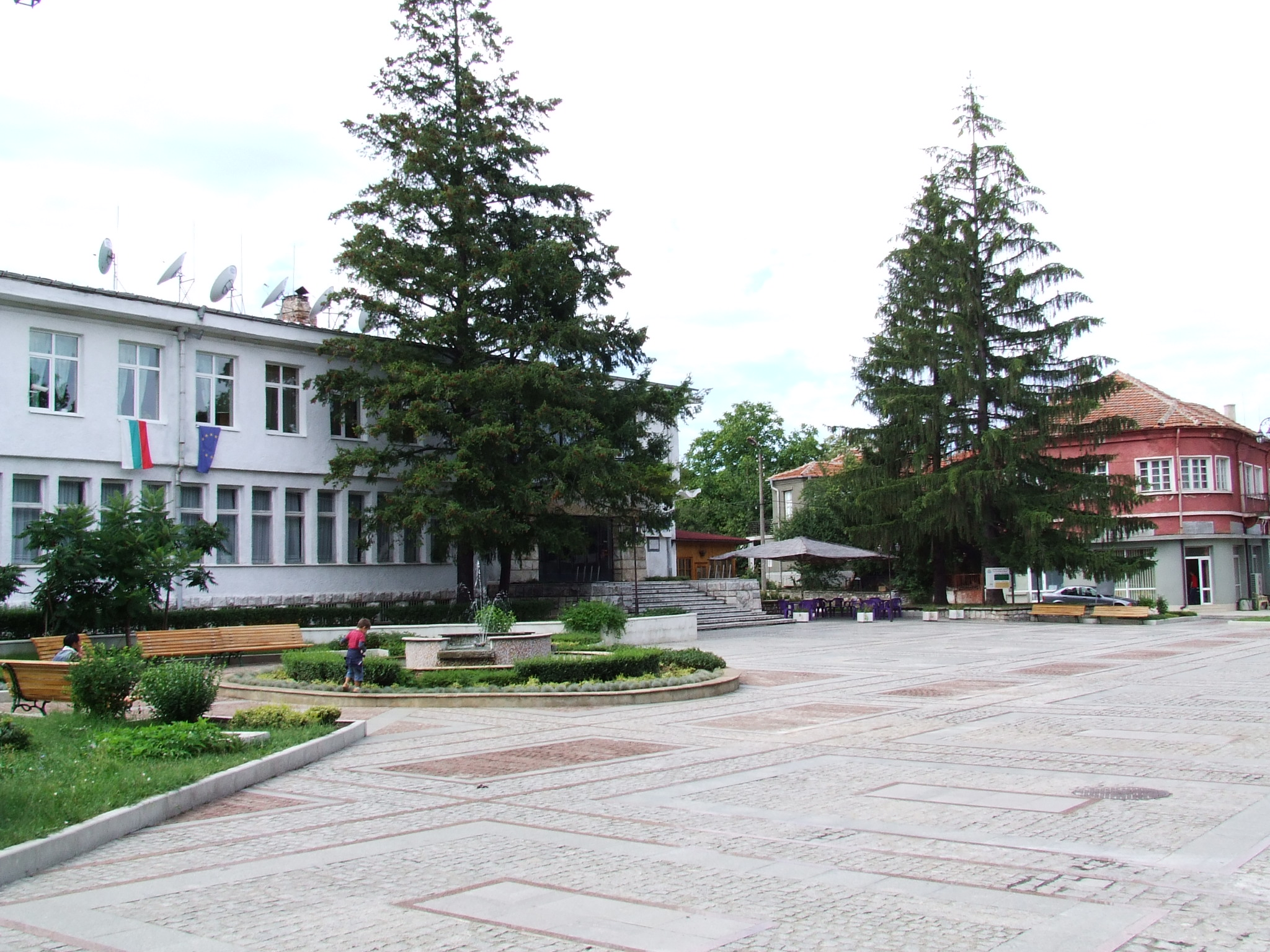
La mairie de Malko Tarnovo et la place centrale
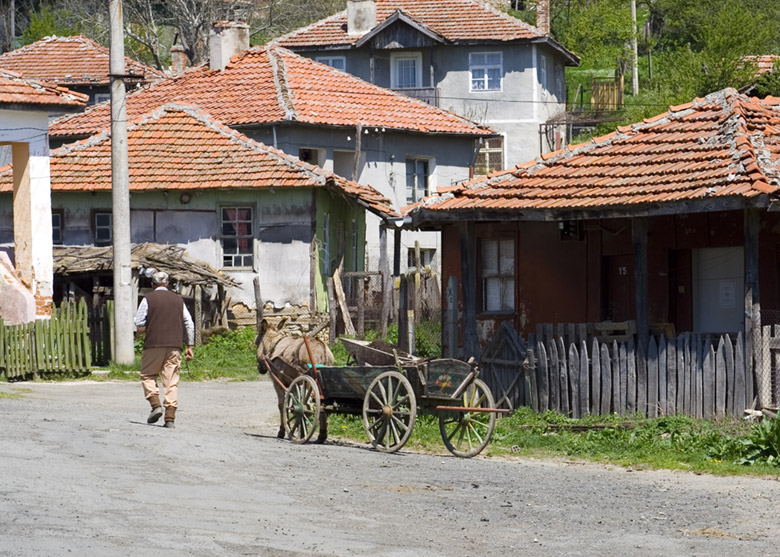
Le village de Biala voda
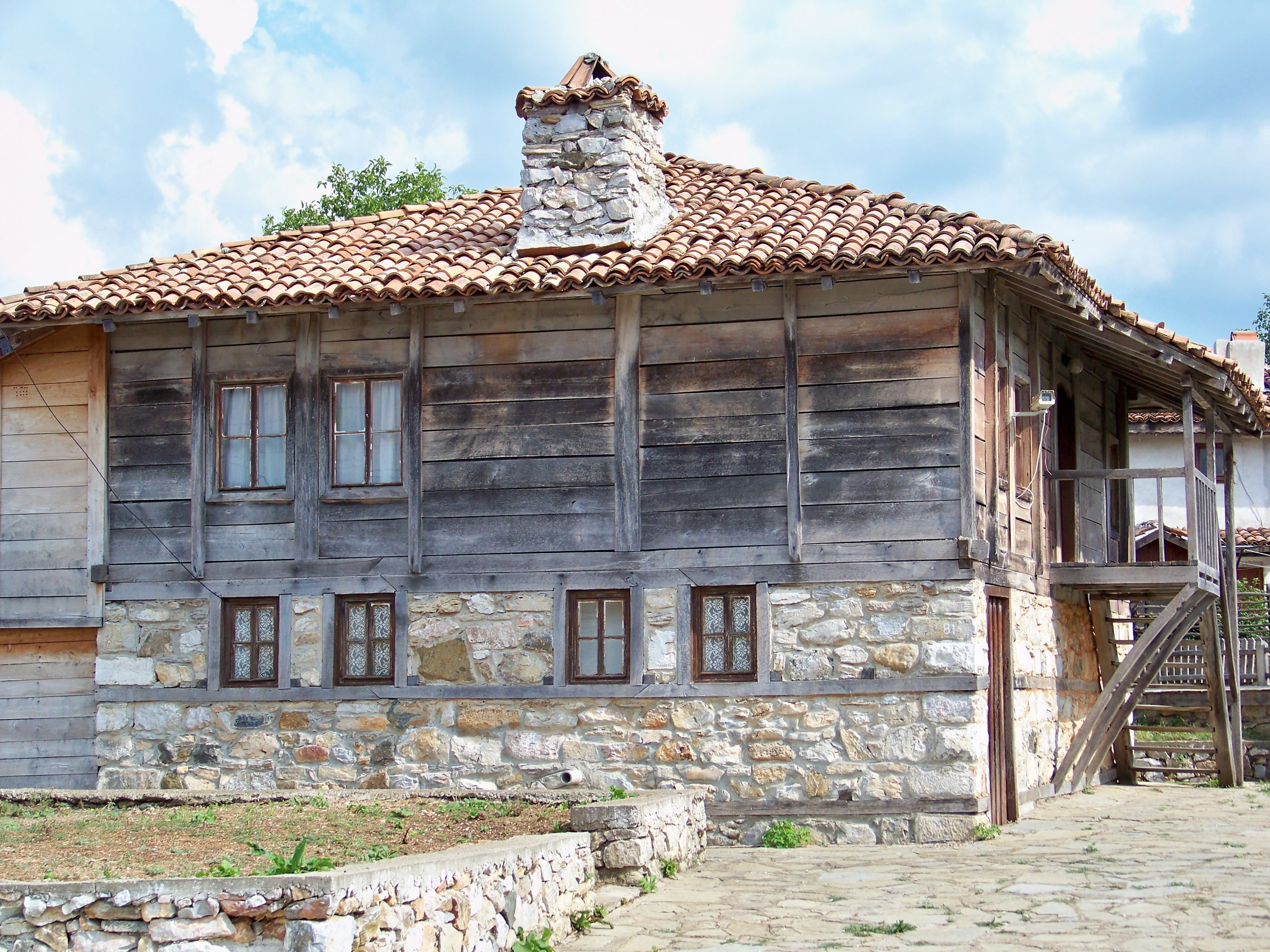
Vieille maison traditionnelle à Brachlian
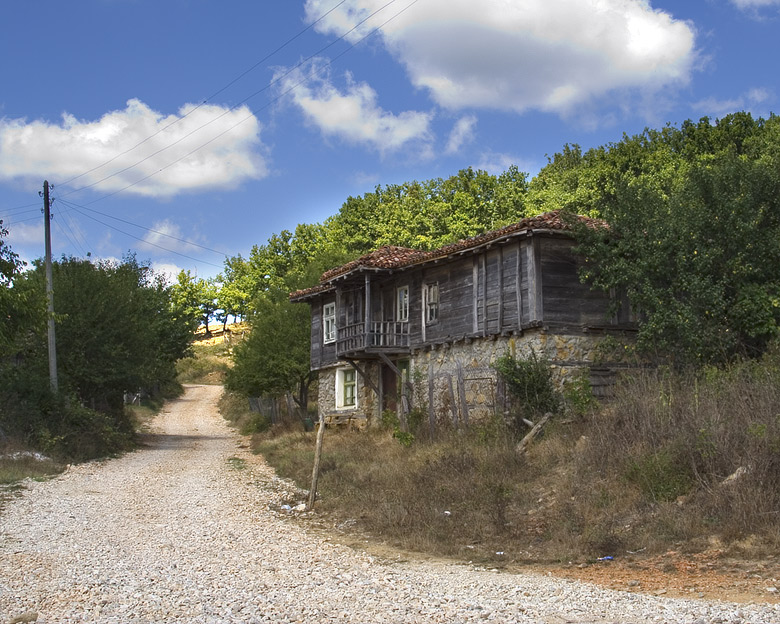
Le village de Slivarovo
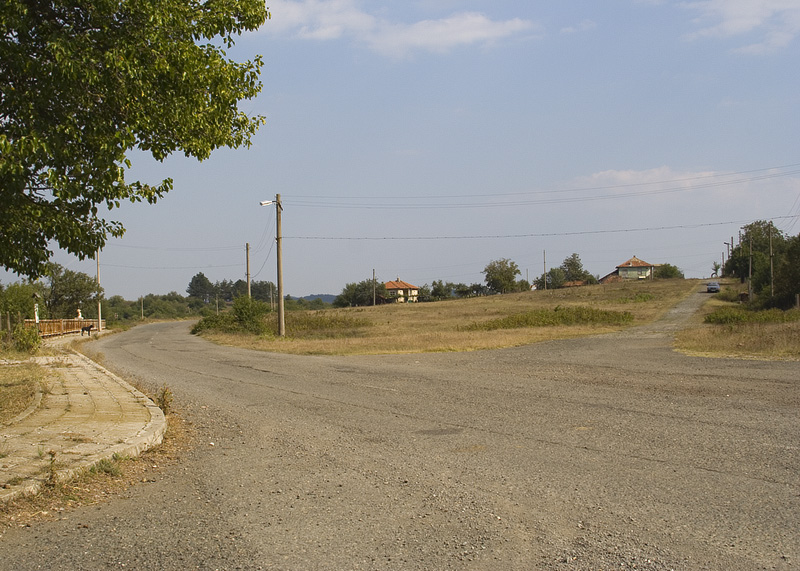
Le village de Vizitsa
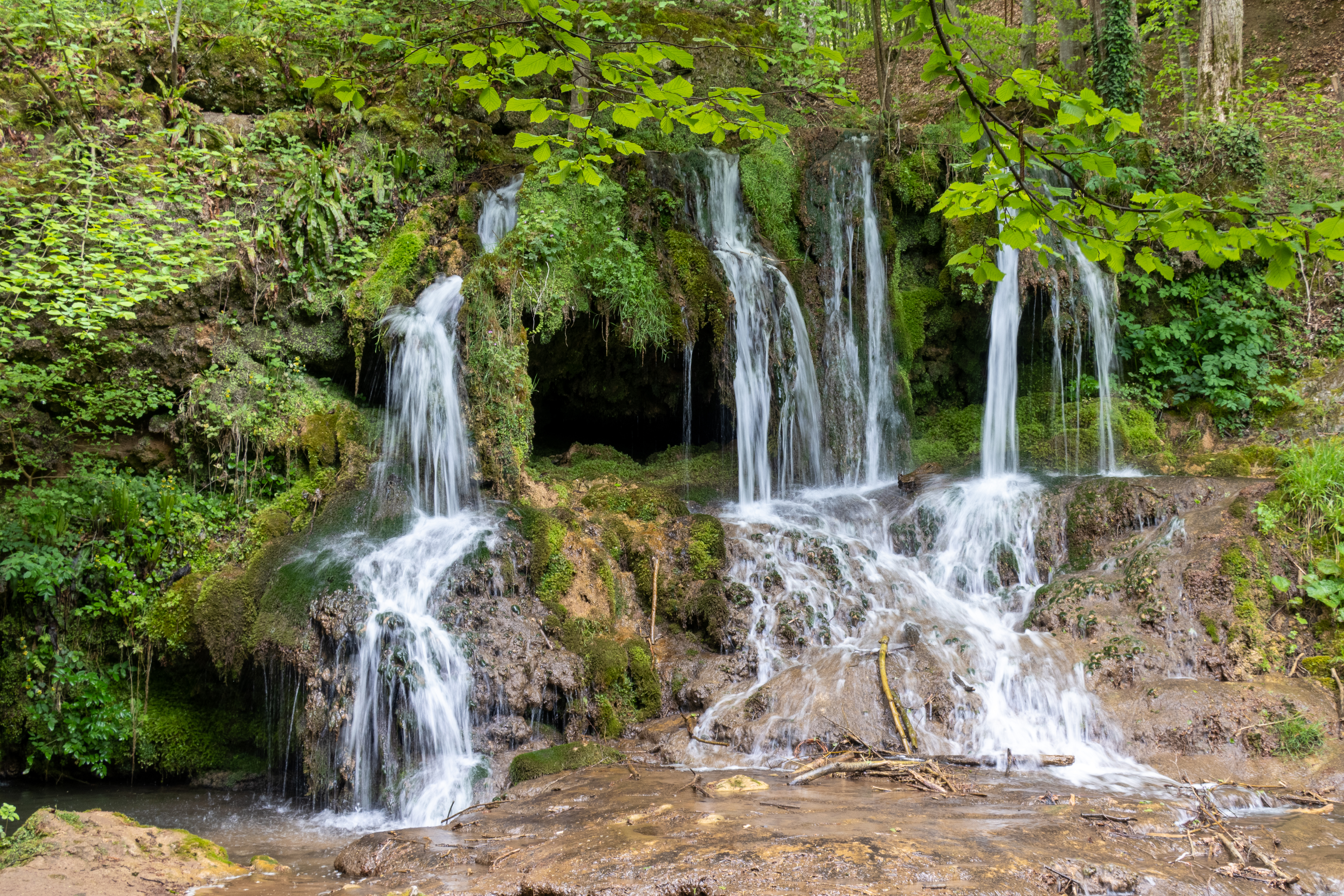
La cascade de Dokuzak près du village de Stoilovo à Malko Tarnovo dans le parc naturel de Strandzha. Mai 2019.